# Dora Creek (vattendrag i Australien, New South Wales, lat -33,08, long 151,53)
Dora Creek är ett vattendrag i Australien. Det ligger i delstaten New South Wales, i den sydöstra delen av landet, omkring 91 kilometer norr om delstatshuvudstaden Sydney.
I omgivningarna runt Dora Creek växer i huvudsak städsegrön lövskog. Runt Dora Creek är det ganska tätbefolkat, med 172 invånare per kvadratkilometer. Genomsnittlig årsnederbörd är 1 393 millimeter. Den regnigaste månaden är februari, med i genomsnitt 222 mm nederbörd, och den torraste är juli, med 42 mm nederbörd.